# Couzens Saddle
Couzens Saddle är ett bergspass i Antarktis. Det ligger i Östantarktis. Australien gör anspråk på området. Couzens Saddle ligger 500 meter över havet.
Terrängen runt Couzens Saddle är huvudsakligen kuperad, men den allra närmaste omgivningen är platt. Trakten är obefolkad. Det finns inga samhällen i närheten.